# Černý vrch (Mostecká pánev)
Černý vrch je návrší s nadmořskou výškou 407 metrů u severozápadního okraje Chomutova na rozhraní Mostecké pánve a Krušných hor. Po jižním úbočí vede železniční trať Chomutov–Vejprty a protéká Podkrušnohorský přivaděč.
Vrch v podobě malého strukturního hřbetu je tvořen olivinickým nefelinitem. Vznikl vypreparováním žíly z miocenních sedimentárních hornin. Na lokalitě je možné pozorovat výchoz horniny s kulovým rozpadem. Podle geomorfologického členění Česka se vrch nachází v Mostecké pánvi, podcelku Chomutovsko-teplická pánev a okrsku Březenská pánev. Asi tři sta metrů severně od vrcholu probíhá ve směru jihozápad–severovýchod hranice mezi Mosteckou pánví a Krušnými horami.